# Загадките на дълбините
„Загадките на дълбините“ (на английски: Mysteries of the Deep) е американски късометражен документален филм от 1959 година, продуциран от Уолт Дисни.

## Сюжет
Винаги дълбините са занимавали човешкото въображение с легенди за морския бог Нептун и морски чудовища с различни размери. Всъщност в морските дълбини съществува реален живот, част от който са скатовете. Показани са делфини и двойка китове през брачния период. Лентата проследява още живота на различни видове водорасли, морски анемони, странни тръбни червеи и морски лилии, пясъчни раци и морски кончета, калмари и скариди. Показано е и раждането на малко делфинче и как друг делфин го защитава от акулите.

## В ролите
- Уинстън Хиблър като разказвача[2]

## Номинации
- Номинация за Оскар за най-добър късометражен документален филм от 1960 година.[3]